# Hyderodini
Hyderodini es una tribu de coleópteros adéfagos perteneciente a la familia Dytiscidae. Tiene un solo género: Hyderodes

## Especies
- Hyderodes collaris	Sharp 1882
- Hyderodes crassus	Sharp 1882
- Hyderodes schuckardi	Hope 1838